# Percnia belluaria
Percnia belluaria là một loài bướm đêm trong họ Geometridae.